# Sibbaldianthe
Sibbaldianthe je biljni rod iz porodice ružovki smješten u podtribus Fragariinae, dio tribusa Potentilleae, potporodica Rosoideae. Raširen je po umjerenoj Aziji i istočnoj Europi Sastoji se od 7 vrsta trajnica i polugrmova
Rod je pisan u A Flora Unionis Rerumpublicarum Sovieticarum Socialisticarum 10: 615. 1941.

## Vrste
1. Sibbaldianthe adpressa (Bunge) Juz.; tipična vrsta
2. Sibbaldianthe bifurca (L.) Kurtto & T.Erikss.
3. Sibbaldianthe imbricata (Kar. & Kir.) Mosyakin & Shiyan
4. Sibbaldianthe moorcroftii (Wall. ex Lehm.) Mosyakin & Shiyan
5. Sibbaldianthe orientalis (Juz. ex Soják) Mosyakin & Shiyan
6. Sibbaldianthe semiglabra (Juz. ex Soják) Mosyakin & Shiyan
7. Sibbaldianthe sericea Grubov

## Sinonimi
- Schistophyllidium (Juz. ex Fed.) Ikonn.; Opred. Vyssh. Rast. Badakhshana: 210 (1979)
- Sibbaldianthe subgen.Schistophyllidium (Juz. ex Fed.) Mosyakin & Shiyan; Phytotaxa 296(2): 105 (2017)